# Mawtini (bài hát của L. Zanbaka)
"Mawtini" (tiếng Ả Rập: موطني, tiếng Việt: Quê hương tôi) là quốc ca của Iraq từ năm 1958 đến 1965, và một lần nữa từ năm 2003 đến 2004. Chỉ có phần nhạc của bài này được sáng tác và do đó nó không có lời.

## Lịch sử
"Mawtini" được sáng tác bởi Lewis Zanbaka và ban đầu được công nhận là quốc ca của Iraq năm 1958. Nó không có lời bài hát. Nó có dung lượng tương đối ngắn. "Mawtini" được sử dụng làm quốc ca của Iraq cho đến năm 1965; nó đã được đọc lại vào năm 2003 trong một thời gian ngắn sau khi chế độ Ba'ath của Saddam Hussein bị sụp đổ. Vào cuối năm 2004, "Mawtini" đã được thay thế là quốc ca của Iraq với một quốc ca mới (trước đây là một bài quốc ca của Palestine), cũng được gọi là "Mawtini", dù không liên quan tới nhau.